# Alte Brücke (Heidelberg)
Die Karl-Theodor-Brücke  in Heidelberg, besser bekannt als die Alte Brücke, ist eine Brücke über den Neckar. Sie verbindet die Altstadt mit dem gegenüberliegenden Neckarufer am östlichen Ende des Stadtteils Neuenheim. Die Alte Brücke wurde 1788 unter Kurfürst Karl Theodor als insgesamt neunte Brücke an dieser Stelle nun aus regionalem roten Sandstein errichtet. Die großräumige Bedeutung dieser Brücke liegt in der Ermöglichung einer sicheren Nord-Süd-Passage am rechten Rheinufer in Deutschland. Sie war über Jahrhunderte die erste Brücke über den in Mannheim in den Rhein mündenden Neckar, die Fahrzeugen ganzjährig eine sichere Querung des Neckars im Nord-Süd-Warenverkehr ermöglichte.
Heute gehört sie neben der Ruine des Heidelberger Schlosses zu den Sehenswürdigkeiten im Stadtbild Heidelbergs. Im modernen dreiteiligen Logo der Stadt aus Mauerkrone-Fluss-Brücke ist sie ebenfalls präsent.

## Geschichte
Mit einem Alter von etwas unter 250 Jahren ist die 1788 fertiggestellte Alte Brücke bautechnisch noch jung. Ihren (inoffiziellen) Namen erhielt die Alte Brücke, nachdem 1877 mit der weiter westlich gelegenen Friedrichsbrücke (heute Theodor-Heuss-Brücke) in der Stadt eine zweite Brücke gebaut worden war. An der Stelle der Alten Brücke hatten sich seit dem 13. Jahrhundert bereits acht Vorgängerbrücken, meistens aus Holz, befunden, auf deren Fundamenten die Brücke gebaut ist. Auch das Brückentor mit den zwei Türmen am Südende der Brücke existiert schon seit dem Mittelalter. Bereits früher gab es in Heidelberg ganz in der Nähe eine römische Neckarbrücke.
Ihre Relevanz für den Nord-Süd-Verkehr heute: Sie kann von Fußgänger- und Radverkehr genutzt werden und ist mon- bis freitags vor 11:00 Uhr und nach 16:00 Uhr auch für den Autoverkehr von Anliegern zugelassen. Meist ist sie der vielbesuchte „Selfie-Point“ für Kurzzeit-Touristen in Richtung Schlossruine. Als Brücke hat sie nur noch untergeordnete Bedeutung, da sich im Stadtgebiet östlich zwei Fußgängerquerungen und eine Straßenbrücke und nach Westen drei breite Straßenbrücken befinden.

### Vorgängerbauten

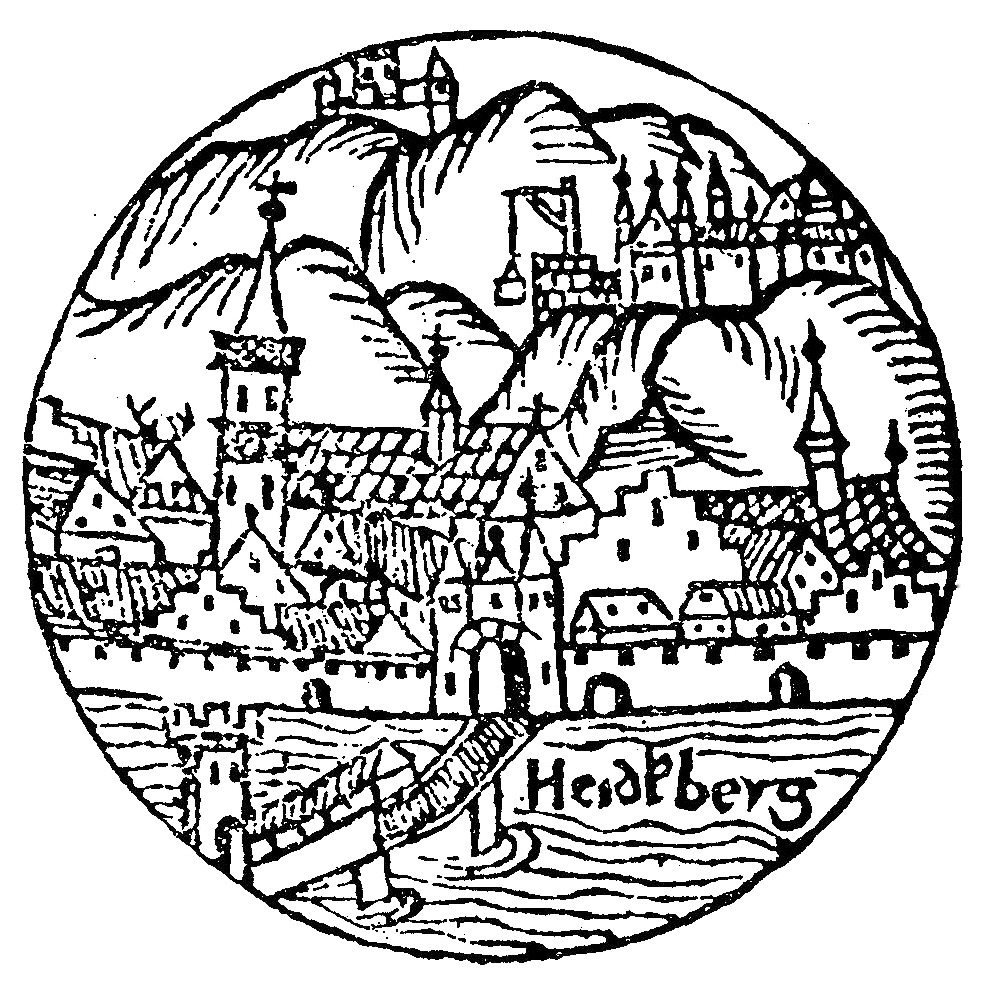
Spiegelverkehrte Ansicht von Heidelberg in Sebastian Münsters Calendarium Hebraicum (1527)

Die ersten Brücken im Gebiet des heutigen Heidelberg waren bereits in römischer Zeit gebaut worden: Im 1. Jahrhundert n. Chr. errichteten die Römer eine Holzbrücke über den Neckar, die um das Jahr 200 durch eine Steinpfeilerbrücke ersetzt wurde. Diese befand sich aber weiter westlich zwischen den heutigen Stadtteilen Neuenheim und Bergheim. Nachdem die Römerbrücke verfallen war, blieb Heidelberg für fast ein Jahrtausend brückenlos. Der Neckar konnte im Sommerhalbjahr nur durch Furten überquert werden.
Erst nach der planmäßigen Stadtgründung Heidelbergs, die Ende des 12. oder Anfang des 13. Jahrhunderts stattfand, entstand wieder eine Brücke über den Neckar. Wann genau diese Brücke gebaut wurde, ist unbekannt, erstmals urkundlich erwähnt wird sie im Jahr 1284. Diese Brücke befand sich an der Stelle der heutigen Alten Brücke. Ihre Lage war genau auf den Stadtgrundriss Heidelbergs mit dem Marktplatz angepasst. Gründe für den Brückenbau dürften die Verbindung zum rechts des Neckars gelegenen Kloster Schönau sowie wirtschaftliche Interessen gewesen sein, denn man hoffte den bislang an Heidelberg vorbeigegangenen Nord-Süd-Verkehr durch die Stadt umleiten zu können. Es handelte sich bei der Brücke um eine sogenannte Außenbrücke, weil sie nicht zwei Stadtteile miteinander verband, sondern aus der Stadt heraus- bzw. hineinführte. Tatsächlich stellte die Brücke sogar lange die Außengrenze der Kurpfalz dar, denn bis 1460 gehörte das nördliche Neckarufer zu Kurmainz. Dementsprechend war die Brücke im Rahmen der Stadtbefestigung Heidelbergs durch ein Brückentor gesichert.
1288 wurde die erste bekannte Brücke durch Eisgang zerstört. Auch den nächsten Brücken, die allesamt keine allzu lange Lebensdauer erreichten, war das gleiche Schicksal beschieden: Die zweite Brücke wurde 1308, die dritte Brücke 1340, die vierte Brücke um 1400 und die fünfte Brücke 1470 jeweils durch Eisgang zerstört. Von den fünf ersten Brücken sind keine bildlichen Darstellungen überliefert. Anders bei der sechsten: Von dieser kennen wir zwei Darstellungen aus der Feder Sebastian Münsters, weshalb man sie auch als „Münster-Brücke“ bezeichnet. Ein kleiner, runder Holzschnitt in Münsters Calendarium Hebraicum aus dem Jahr 1527 zeigt eine einfache Ansicht von Heidelberg samt der Brücke. Detaillierter ist die Darstellung im Heidelberg-Panorama aus Münsters Cosmographia (1550). Aus diesen bildlichen Überlieferungen wird ersichtlich, dass es sich um eine Brücke mit acht steinernen Pfeilern und einer gedeckten, an den Seiten offenen hölzernen Brückenbahn handelte. Am Südende der Brücke befand sich bereits das Brückentor mit seinen doppelten Türmen, auf dem siebten Pfeiler stand am Nordende der Affenturm mit dem berühmten Brückenaffen.

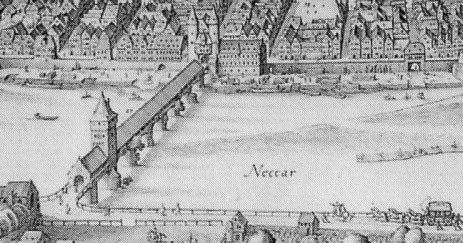
Matthäus Merian: Große Stadtansicht Heidelbergs, 1620, Ausschnitt

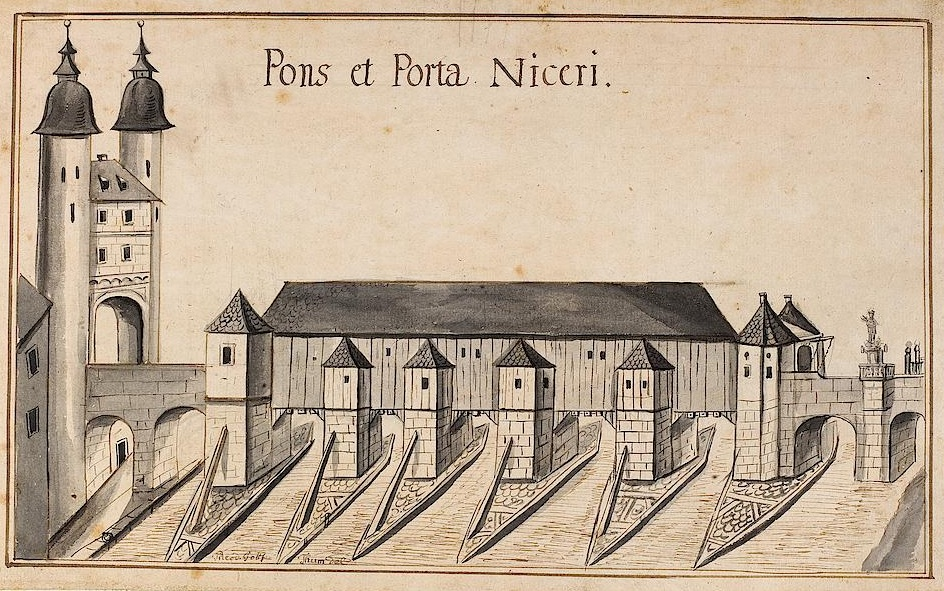
Alte Brücke und Brückentor im Thesaurus Palatinus (1747–1752)

Ein Eisgang zerstörte am 2. Februar 1565 den hölzernen Oberbau der Brücke. Auf den erhaltenen Steinpfeilern wurde die siebte Brücke gebaut, die man, weil sie von Matthäus Merian in seiner großen Heidelberger Stadtansicht von 1620 verewigt wurde, auch als „Merian-Brücke“ kennt. Ihr Aussehen entsprach dem ihrer Vorgängerin, außer dass zusätzlich die Brückenbahn zwischen dem Affenturm und dem neu geschaffenen Renaissancetor auf dem letzten Brückenpfeiler am Neuenheimer Ufer überdacht war. Die Eroberung Heidelbergs 1622 durch Tilly im Dreißigjährigen Krieg überstand die Brücke noch unbeschadet, am 2. März 1689 wurde sie aber im Pfälzischen Erbfolgekrieg bei der ersten Verwüstung der Stadt von den Franzosen unter Mélac gesprengt.
Zunächst behalf man sich fast zwanzig Jahre mit Schiffsbrücken und Fähren. 1706–1708 wurde schließlich die achte Brücke errichtet. Hierzu setzte man die Pfeiler der Vorgängerbrücke wieder instand und baute auf sie eine gedeckte und seitlich geschlossene Konstruktion, wiederum aus Holz. Der Affenturm wurde ebenso wenig wiedererrichtet wie das Tor am nördlichen Ende. Dafür trugen der zweite und siebte Pfeiler, auf denen heute die Denkmäler Karl Theodors und der Minerva stehen, jeweils ein Wachhäuschen. Der Raum zwischen den Ufern und den Wachhäusern wurde von zwei steinernen Bögen überspannt, die später in die Karl-Theodor-Brücke integriert wurden und so heute noch erhalten sind. Die Türme des Brückentors, das die Zerstörung der Stadt von 1689 überstanden hatte, wurden 1714 mit welschen Hauben gedeckt. Am Neuenheimer Ufer stellte man 1738 eine Statue des Heiligen Johannes von Nepomuk auf, dem die achte Brücke auch die Bezeichnung als „Nepomuk-Brücke“ verdankt.

### Eishochwasser 1784 und Bau der Karl-Theodor-Brücke

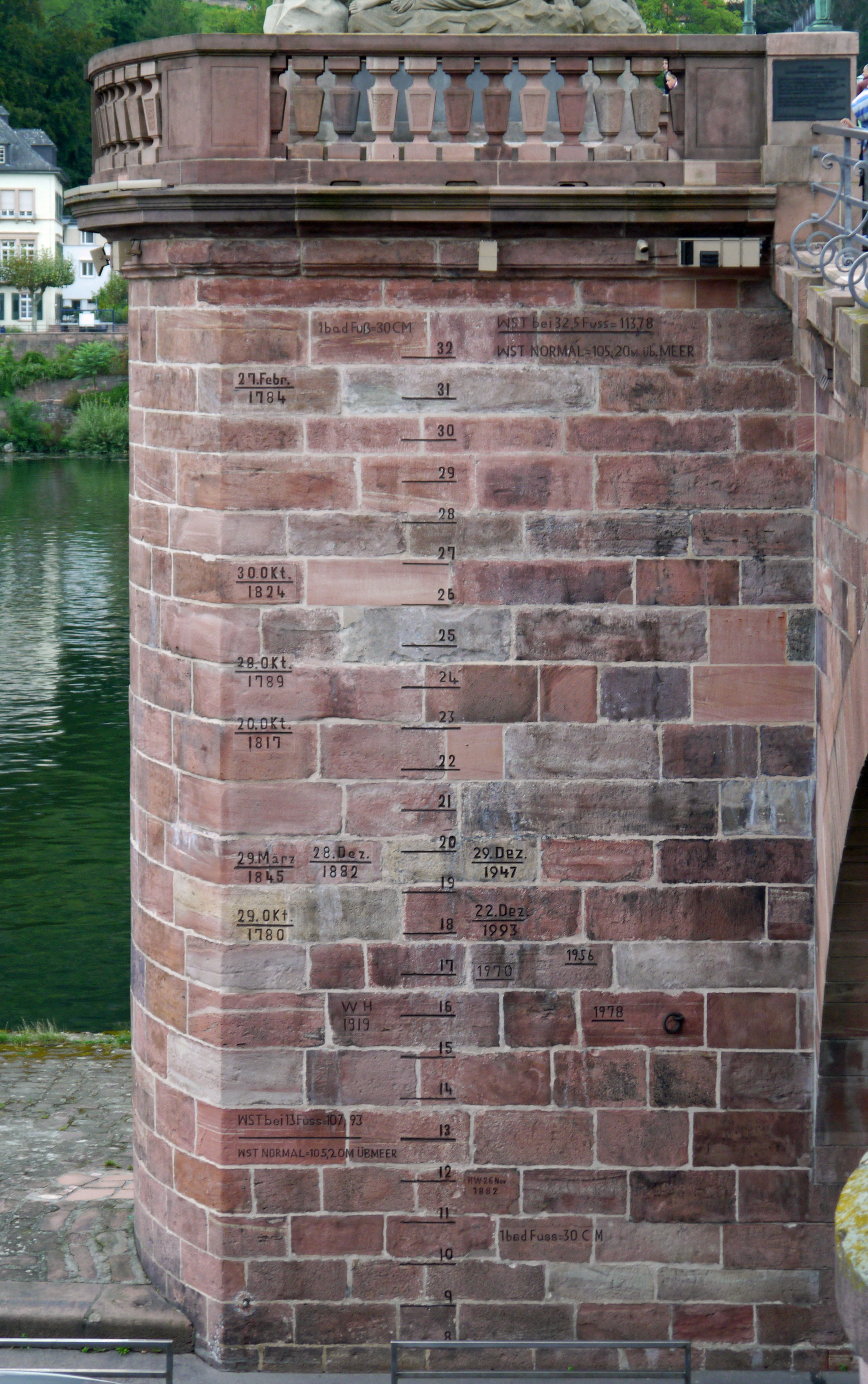
Hochwassermarken am süd-westlichen Brückenpfeiler

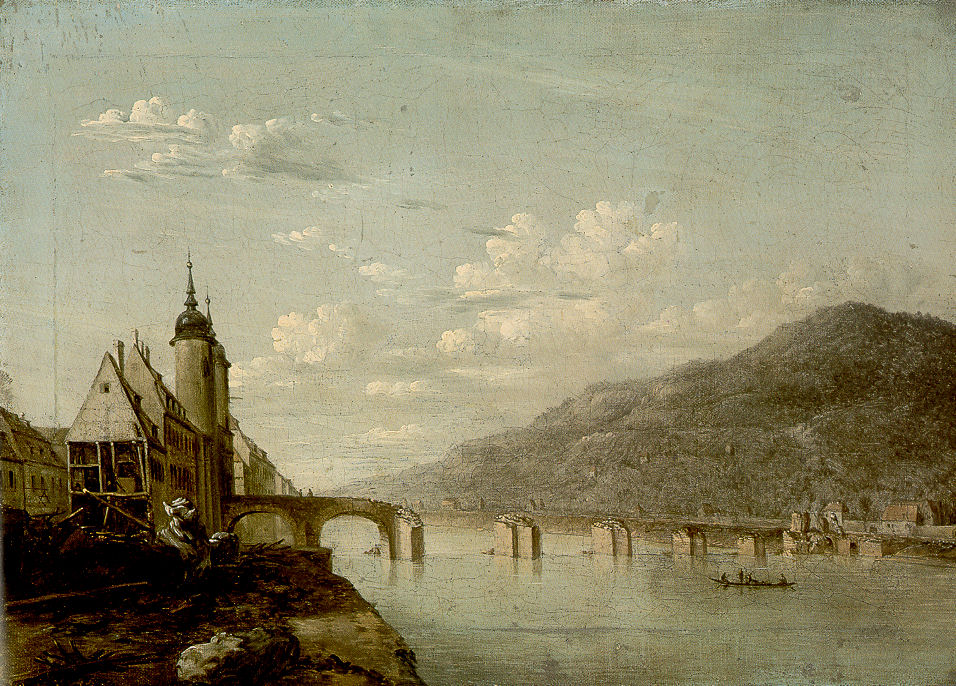
Ferdinand Kobell: Die Alte Brücke in Heidelberg nach dem Eisgang, 1784

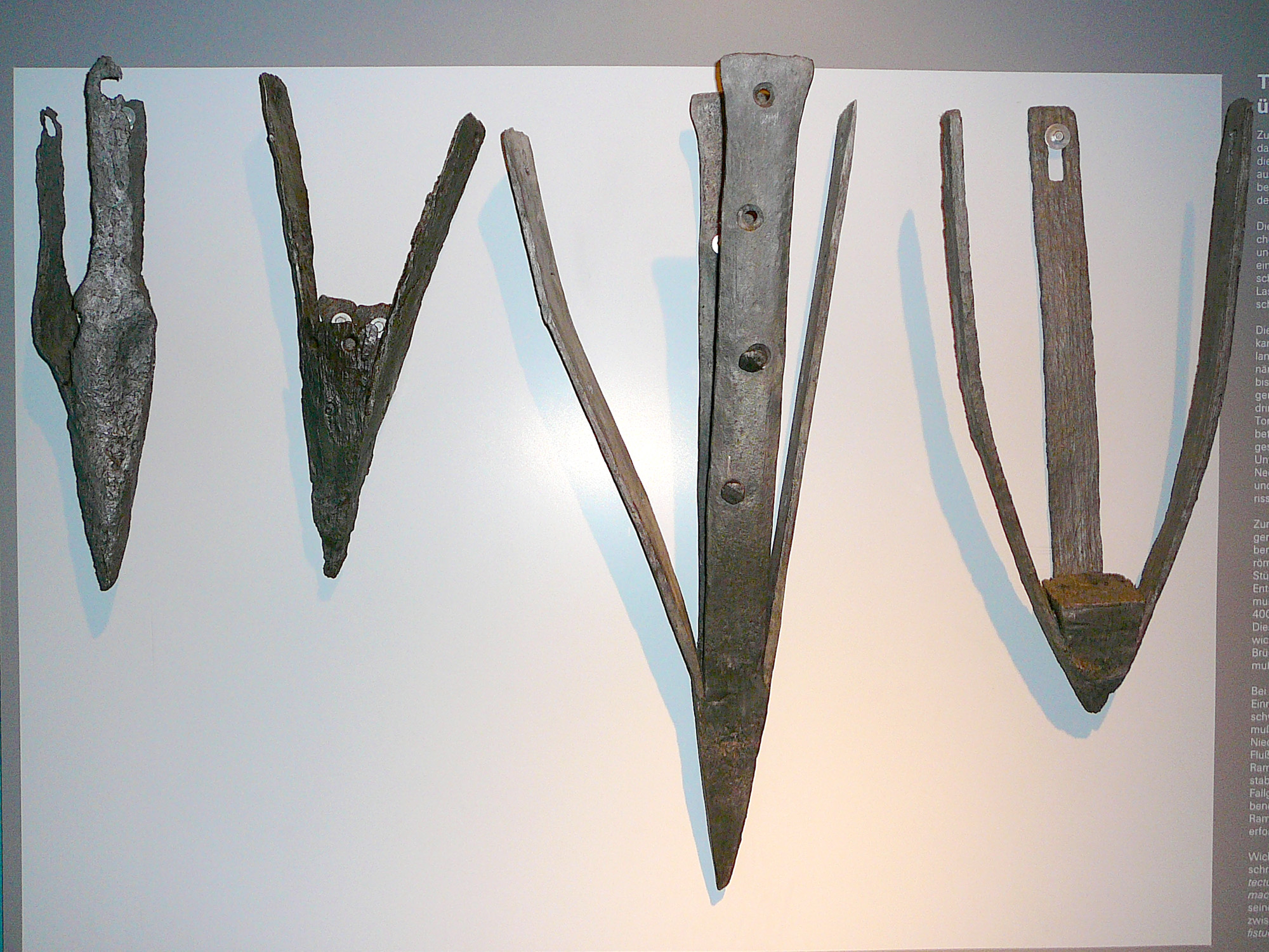
Pfahlschuh von 1786 (Dritter von links)

Den Unmut Kurfürst Karl Philipps, der 1719 im Zerwürfnis mit den Heidelberger Bürgern drohte, die Brücke abzureißen, um die Stadt der Verarmung zu überlassen, überstand die achte Brücke ebenso wie einen Eisgang im Jahr 1724. Sie wurde aber schließlich im katastrophalen Eishochwasser vom 27. Februar 1784 zerstört. Der Winter 1783/1784 war außergewöhnlich kalt und schneereich gewesen. Als Ende Februar schließlich Tauwetter einsetzte, führte dies zum schwersten Hochwasser, das Heidelberg in historischer Zeit erlebt hat. Die Folgen der Flut wurden durch den Eisgang verschärft. Weil die Heidelberger Bürger auf das Hochwasser vorbereitet waren und die Katastrophe tagsüber eintrat, hatte die Stadt keine Todesopfer zu beklagen, der Sachschaden war aber enorm: Neben der Brücke wurden 39 Gebäude zerstört und 290 beschädigt.
Gerade einmal zwei Wochen nach dem Hochwasser begannen die Planungen für den Wiederaufbau der Brücke. An diesen beteiligten sich alle führenden kurpfälzischen Beamten: Der Heidelberger Baudirektor Johann Andreas von Traitteur schlug in seinem Gutachten vor, die Brücke in Stein zu bauen und die vorhandenen Pfeiler zu erhöhen, um sie weniger anfällig für Hochwasser zu machen. Der kurfürstliche Oberbaudirektor Nicolas de Pigage legte Pläne für eine hölzerne Bogenbrücke auf Steinpfeilern vor. Zwischenzeitlich hatte man sich bereits für den Vorschlag des württembergischen Obristlieutenants von Mylius, der eine hölzerne Brücke auf Steinpfeilern vorsah, festgelegt. Uneinigkeit herrschte noch darüber, ob die Brücke an ihrem alten Ort oder weiter westlich auf Höhe der Haspelgasse wieder aufzubauen sei. Letztlich erteilte der Bauherr und Namensgeber der Brücke, Kurfürst Karl Theodor, am 1. Juli 1785 aber überraschend dem bis dahin eher unbekannten Bauinspektor Mathias Mayer für seinen nachträglich eingereichten Vorschlag, die Brücke auf den vorhandenen Pfeilern aus Stein zu bauen, den Zuschlag.
Die Bauarbeiten begannen 1786 unter Aufsicht Mayers und wurden im Oktober oder November 1788 zum Abschluss gebracht. Die Kosten beliefen sich auf 165.282 Gulden. Damit war die Brücke nach dem Mannheimer Schloss das teuerste Bauwerk in der damaligen Kurpfalz. Das Geld hatte die Stadt Heidelberg aufbringen müssen. Hierzu verschuldete sie sich beim Hoffaktor Aron Elias Seligmann und legte ihren Bürgern eine Sondersteuer auf.

### Kämpfe im 19. Jahrhundert

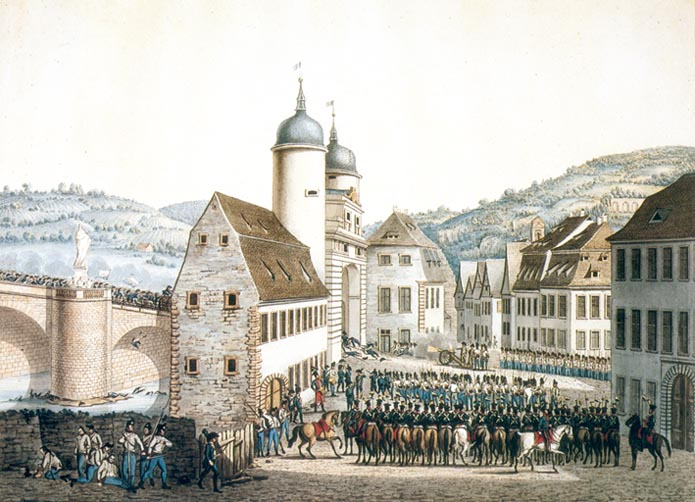
Friedrich Rottmann: Bestürmung der Heidelberger Brücke 1799

Zweimal war die Alte Brücke im 19. Jahrhundert Schauplatz von Kämpfen. Das erste Gefecht fand während der Koalitionskriege nach der Französischen Revolution statt: Am 16. Oktober 1799 versuchten die französischen Revolutionstruppen mit mehreren tausend Mann Heidelberg über die Alte Brücke zu erobern. Verteidigt wurde die Brücke von österreichischen Ulanen unter Fürst Schwarzenberg und Tiroler Infanteristen. Nachdem sieben Angriffe fehlgeschlagen waren, zogen sich die Franzosen nach Handschuhsheim zurück. Die österreichischen Verteidiger, nur 300 Mann an der Zahl und mit einer einzigen Kanone ausgestattet, erkannten aber die Aussichtslosigkeit ihrer Lage im Fall, dass die Franzosen mit Verstärkung erneut angreifen sollten, und zogen in der Nacht heimlich ab. Am nächsten Tag rückten die Franzosen kampflos in Heidelberg ein.
Zum zweiten Mal wurde die Brücke während der Badischen Revolution von 1848/1849 in Kriegshandlungen verwickelt. Die revolutionären Freischärler hatten sich auf dem Heiligenberg verschanzt, zogen sich aber beim Herannahen der preußischen Truppen nach Heidelberg zurück. Am 21. Juni 1849 bezog eine preußische Abteilung am gegenüberliegenden Neckarufer Stellung. Um deren Einzug nach Heidelberg zu verhindern, verminten die Freischärler die Brücke. Die Heidelberger versuchten, in der Ansicht, der Kampf gegen die Preußen sei aussichtslos, die Revolutionäre dazu zu bewegen, die Brücke zu verschonen. Es gelang sogar einigen Bürgern unter Führung des Feuerwehrhauptmanns Carl Metz, das in die Brücke eingesetzte Sprengfässchen auszugraben und in den Neckar zu werfen, was aber postwendend von den Freischärlern rückgängig gemacht wurde. Schließlich sahen diese aber doch ein, dass Widerstand gegen die preußische Übermacht zwecklos war, und zogen kampflos ab. Am nächsten Morgen zogen die Preußen ungehindert in die Stadt ein.

### Zerstörung im Zweiten Weltkrieg und Wiederaufbau

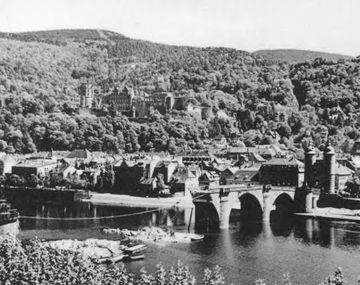
Im März 1945 gesprengte Alte Brücke

Von den Zerstörungen des Zweiten Weltkriegs blieb Heidelberg weitgehend verschont. Gegen Ende des Krieges wurde aber die Brücke schwer in Mitleidenschaft gezogen: Am 29. März 1945 sprengten Pioniereinheiten der deutschen Wehrmacht bei ihrem Rückzug vor den heranrückenden Amerikanern die Heidelberger Neckarbrücken. Bei der Alten Brücke wurden der fünfte und sechste Pfeiler gesprengt, die drei von ihnen getragenen Bögen stürzten ein. Die Sprengung war sinnlos: Schon am nächsten Tag konnte die 63. US-Infanteriedivision problemlos in Heidelberg einmarschieren.
Sofort nach Kriegsende entschieden die Heidelberger zur Überraschung der amerikanischen Besatzer, die Alte Brücke wieder aufzubauen – vor der verkehrstechnisch zentraleren Friedrichsbrücke (heute Theodor-Heuss-Brücke). Es wurde eine Spendenaktion eingeleitet, durch die insgesamt 1.580.882,31 Reichsmark zusammenkamen. Am 14. März 1946 begann der Wiederaufbau und am 26. Juli 1947 konnte die rekonstruierte Brücke erneut feierlich eingeweiht werden.

### Umbau 1969/1970

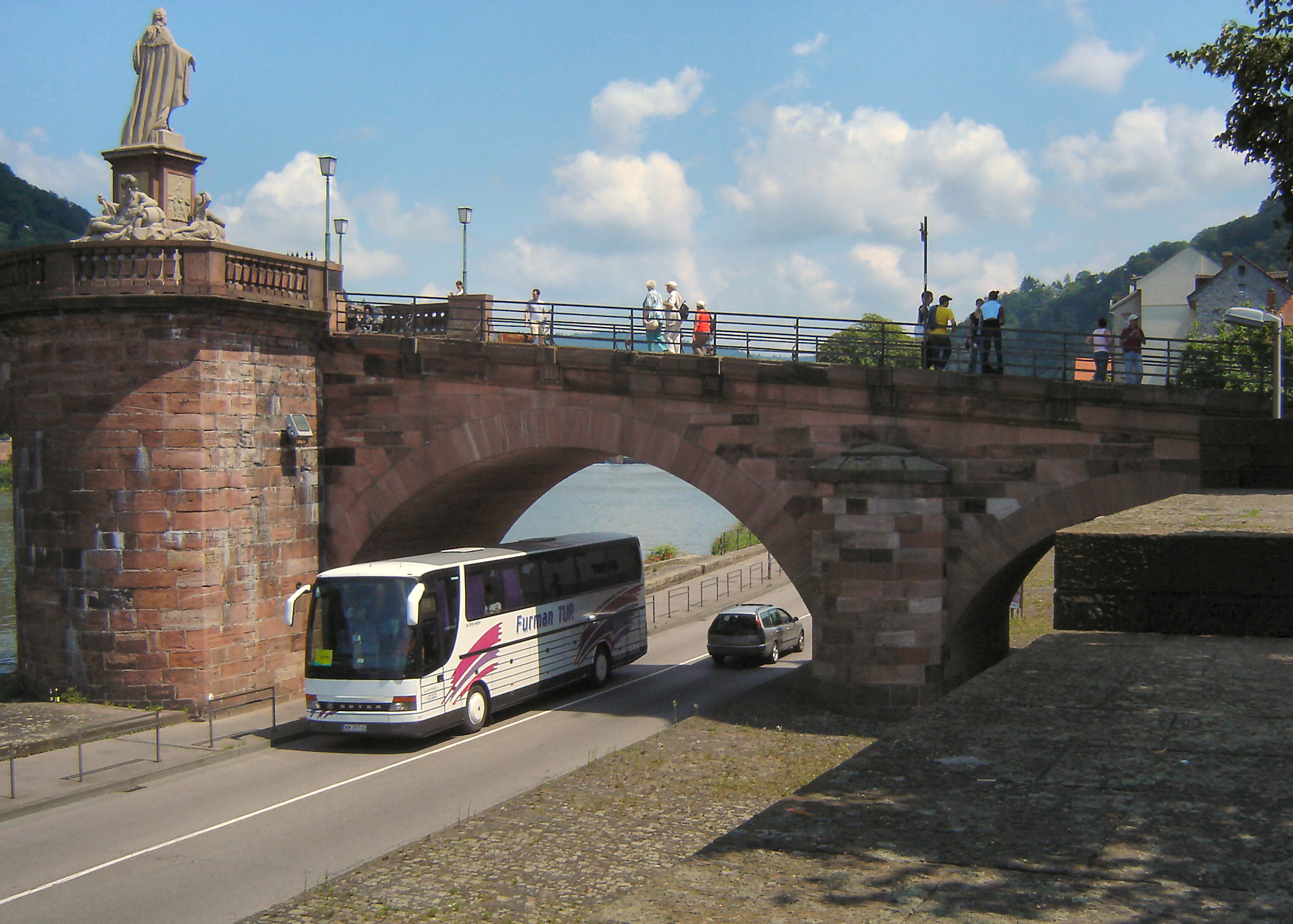
Die B 37 unterquert die Alte Brücke (Zustand nach dem Umbau)

In den 1960er Jahren entwickelte sich durch den zunehmenden Autoverkehr die Alte Brücke immer mehr zu einem Nadelöhr der Bundesstraße 37, die am Neckarufer entlang unter den beiden Landbögen am südlichen Ende der Brücke hindurchführt. Die noch von der 1708 erbauten Vorgängerbrücke stammenden Bögen waren so niedrig, dass sie nur jeweils einspurig durchfahren werden konnten. Daher entschied der Heidelberger Stadtrat 1966, die Brücke umzubauen, um ein günstigeres Durchfahrtsprofil zu gewährleisten. Die Notwendigkeit des Umbaus wurde 1967 noch einmal deutlich, als ein leerer Tanklastzug mit dem zweiten Landbogen kollidierte. Im Frühjahr 1969 begannen die Bauarbeiten. Die beiden Landbögen wurden mitsamt dem Pfeiler komplett abgetragen und mit einem um 1,70 Meter erhöhten Scheitel wiederaufgebaut. Zugleich wurde die Ufermauer erhöht, um die Hochwassergefahr an der tief gelegenen Brückenunterführung zu mindern. Im Frühsommer 1970 war der Umbau abgeschlossen. Trotz des kritischen Eingriffes in die historische Bausubstanz gilt der Umbau nicht nur für den Verkehr als Gewinn: Durch die höhere Wölbung reichen die beiden Landbögen nun ebenso wie die übrigen Bögen der Brücke bis knapp unter die Fahrbahnhöhe und passen sich so harmonischer in das Bild der Alten Brücke ein.

### Liste der Brückenbauten
| Nr. | Bau     | Zerstörung | Beschreibung |
| --- | ------- | ---------- | --- |
| 1   | 1. Jh.  | ~200       | Römische Holzbrücke, westlich des heutigen Standorts |
| 2   | ~200    | ?          | Römische Steinbrücke, westlich des heutigen Standorts |
| 3   | 13. Jh. | 1288       | Erste Brücke nach Stadtgründung, an heutigem Standort, mit stadtseitigem Brückentor (Grenzbrücke zu Kurmainz). Zerstörung durch Eisgang.                                     |
| 4   |         | 1308       | Zerstörung durch Eisgang. |
| 5   |         | 1340       | Zerstörung durch Eisgang. |
| 6   |         | 1400       | Zerstörung durch Eisgang. |
| 7   |         | 1470       | Zerstörung durch Eisgang. |
| 8   |         | 1565       | „Münster-Brücke“, Steinbrücke mit hölzernem Aufbau, mit südlichem Brückentor und „Affenturm“ am Nordende. Abbildungen bei Münster 1527 und 1550. Zerstörung durch Eisgang.   |
| 9   |         | 1689       | „Merian-Brücke“, Wiederaufbau der vorigen Brücke auf den erhaltenen Steinpfeilern, Brückentor am Neuenheimer Ufer. Abbildung bei Merian 1620. Sprengung durch die Franzosen. |
| 10  | 1708    | 1784       | „Nepomuk-Brücke“, wiederum Holzkonstruktion auf den erhaltenen Steinpfeilern, ohne Affenturm und Nordtor. Südtor der Vorgängerin blieb erhalten. Zerstörung durch Eisgang.   |
| 11  | 1788    | 1945       | „Karl-Theodor-Brücke“, Steinbrücke auf den erhaltenen Pfeilern. Sprengung durch die NS-Wehrmacht.                                                                            |
| 12  | 1947    | -          | Wiederaufbau gemäß dem Zustand vor der Sprengung. Umbau der beiden stadtseitigen Landbögen 1969–70.                                                                          |

## Baubeschreibung

### Brücke

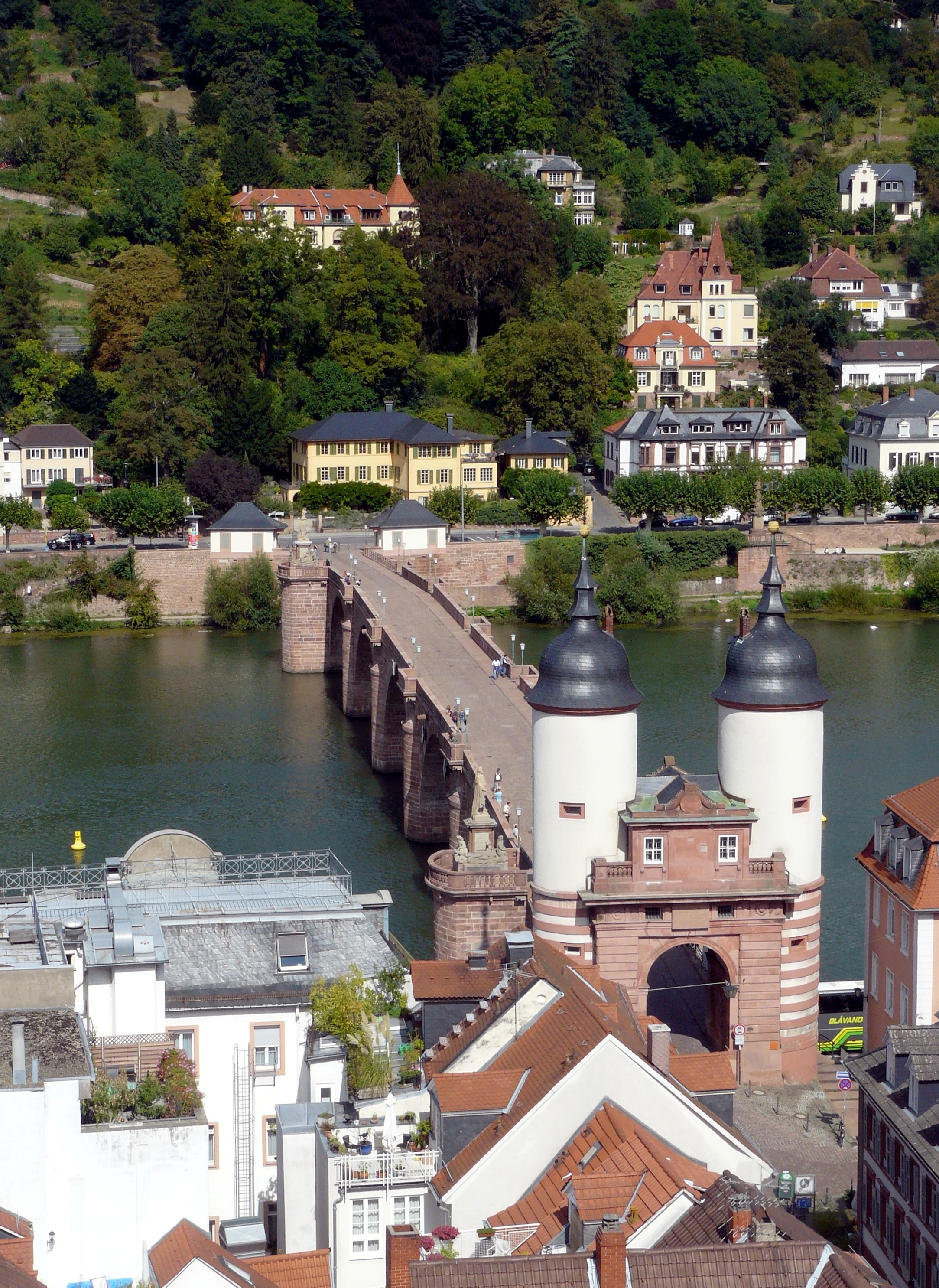
Alte Brücke vom Turm der Heiliggeistkirche aus

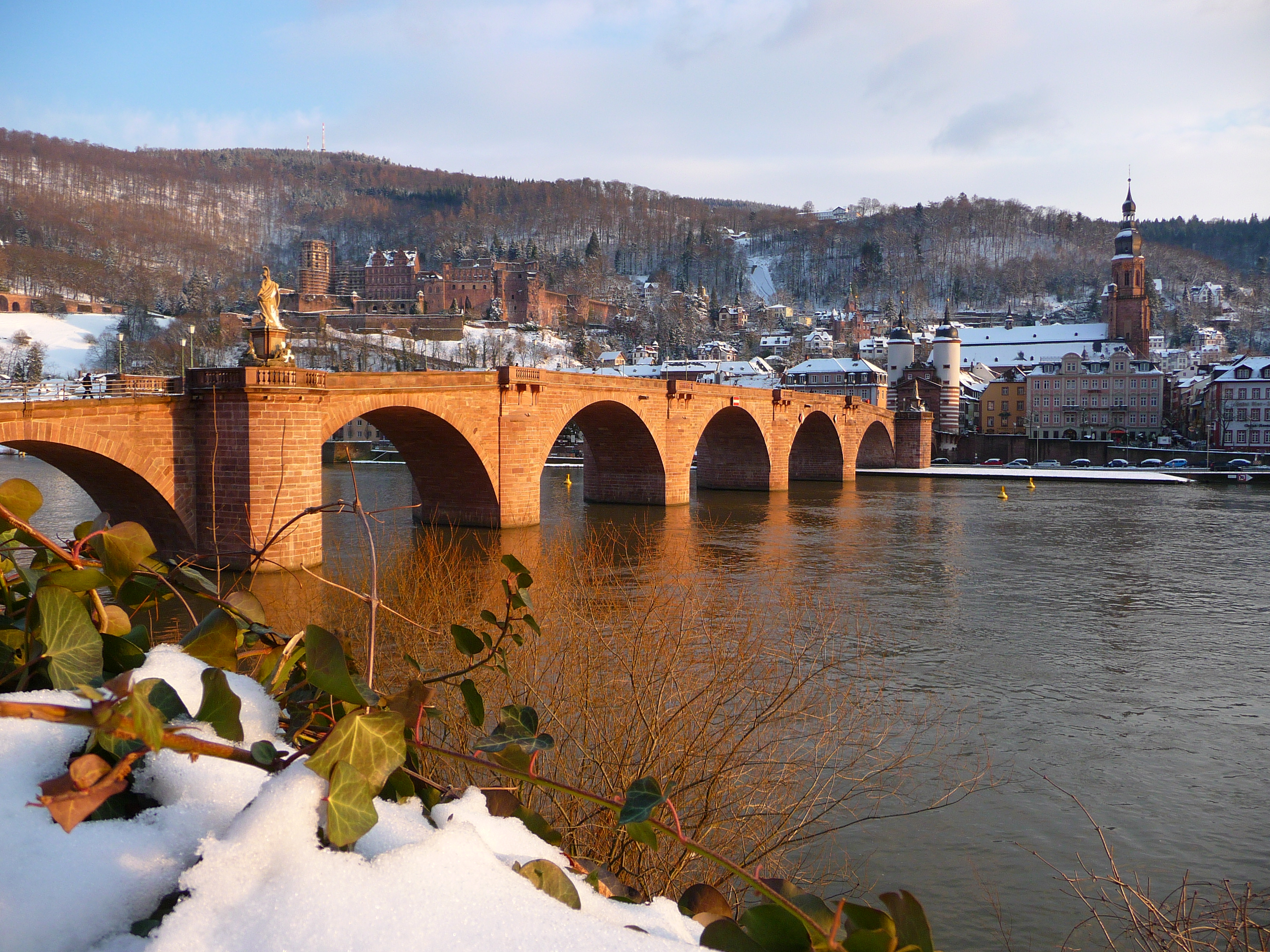
Alte Brücke und Schloss (Aufn. März 2010)

Die barocke Alte Brücke führt als Verlängerung der Steingasse aus der Heidelberger Altstadt zur Neuenheimer Landstraße, die am gegenüberliegenden, zum Stadtteil Heidelberg-Neuenheim gehörenden Ufer am Fuße des Heiligenbergs parallel zum Neckar verläuft. Vom Neuenheimer Brückenkopf besteht über den Schlangenweg eine Verbindung zum Philosophenweg. Die Alte Brücke darf auch von Autos befahren werden. Montags bis Freitags von 11 bis 16 Uhr, Samstags von 11 bis 24 Uhr und Sonntags ganztägig ist die Alte Brücke für den Autoverkehr gesperrt. Auf der Altstädter Seite unterquert die Straße Am Hackteufel (Bundesstraße 37) die Landbögen der Alten Brücke.
Das Bauwerk hat eine Länge von 200 und eine mittlere Breite von 7 Metern. Es besteht bei einer Höhe von 4,4 bis 10,4 Metern aus neun Tonnengewölben mit Stützweiten von 12,20, 18,80, 5×22,00, 11,72 und 7,98 Metern. Hergestellt ist die Brücke aus Bruchsteinmauerwerk mit einer Werksteinverkleidung aus rotem Sandstein. Der zweite und siebte von acht Pfeilern sind verbreitert und tragen die Standbilder des Karl Theodor und der Minerva. Die mittleren Brückenjoche sind deutlich erhöht, was der Brücke eine geschwungene Silhouette verleiht. Hintergrund dieser Konstruktionsweise war, dass durch den größeren Öffnungsquerschnitt im Falle von Eisgang oder eines Hochwassers die Wassermassen besser fließen können. Die Brüstung bildet in den mittleren drei Brückenjochen eine Horizontale, dadurch wird die Brücke in einen ansteigenden, einen waagerechten, und einen absteigenden Teil dreigeteilt. Sie ist durch klassizistische Balkone über den Pfeilern geschmückt.
Die Alte Brücke ist eines der letzten großen Beispiele für die klassische Brückenbaukunst, ehe im 19. Jahrhundert der neue Baustoff Gusseisen vorherrschend und der Brückenbau zu einer reinen Ingenieursaufgabe wurde. Ihre ästhetische Wirkung beruht neben ihrem Wert als Baudenkmal vor allem auf ihrer landschaftlichen Lage im Neckartal und dem Panorama, das sie mit der Altstadt und dem Schloss im Hintergrund bietet. Im Jahr 2002 wurde die Brücke in die damalige Liste der am meisten gefährdeten Denkmäler der Welt des World Monuments Fund aufgenommen.

### Brückentor

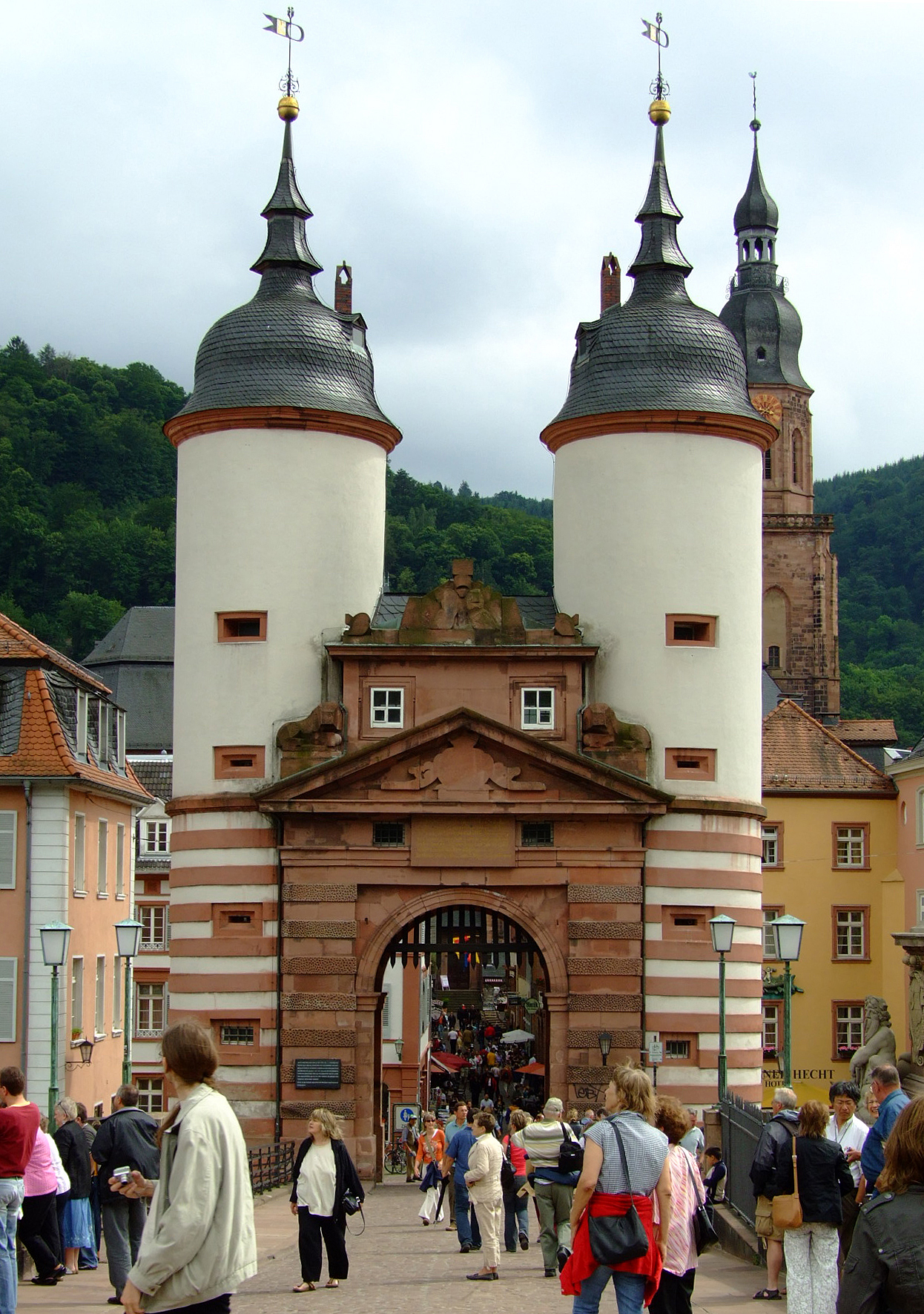
Das Brückentor

Am Südende der Alten Brücke steht das in seiner Bausubstanz mittelalterliche Brückentor mit seinen 28 Meter hohen flankierenden Doppeltürmen. Ursprünglich war es in die Stadtbefestigung integriert. Am Tor mussten Auswärtige den Brückenzoll entrichten, im Verteidigungsfall konnte es durch ein Falltor verschlossen werden. Der Brückenzoll wurde 1878 aufgehoben, nachdem 1877 die „Neue Brücke“, heute Theodor-Heuss-Brücke, eröffnet war.
Die ältesten Bauteile des Brückentores bilden die beiden schlanken Rundtürme, die ursprünglich Bestandteile der spätgotischen Stadtmauer aus dem 15. Jahrhundert waren. 1709/11 wurde die Toranlage barockisiert. Bei der Errichtung der Carl-Theodor-Brücke verlieh Bauinspektor Mathias Maier auch dem Brückentor seine heutige Gestalt, unter anderem setzte er den Türmen die spätbarocken Helme auf. Eine Renovierung des Tores wurde 2019 abgeschlossen.
Der westliche Turm (Schuldturm) birgt drei niedrige Kerkerräume, im östlichen Turm führt eine Wendeltreppe hinauf zur über dem Torbogen gelegenen kleinen Wohnung des Brückenwächters. In diese zog nach dem Zweiten Weltkrieg der am Wiederaufbau der Brücke beteiligte Architekt und Kunsthistoriker Rudolf Steinbach ein. Ab 1956 bewohnte der Schriftsteller Gert Kalow die Torwohnung.
Der Skulpturenschmuck des Brückentors blieb auf der Flussseite unvollendet.

### Brückenfiguren
Auf dem zweiten und siebten Pfeiler stehen zwei von dem Bildhauer Franz Conrad Linck entworfene Statuen. Beide Denkmäler sind mittlerweile durch Kopien ersetzt, die Originale werden im Kurpfälzischen Museum aufbewahrt. Am südlichen Ende der Brücke ist es ein Standbild des Bauherren Kurfürst Carl Theodor, die Statue auf der nördlichen Brückenseite stellt Minerva bzw. Athene dar. Die Statue des Kurfürsten wurde im Jahr der Einweihung der Brücke 1788 errichtet. Als Carl Theodor im selben Jahr die Brücke in Augenschein nahm, befand er, dass als Gegenstück auf die andere Seite ebenfalls eine Statue gesetzt werden sollte. So wurde 1790 das Standbild der Minerva geschaffen und auf der Brücke installiert.

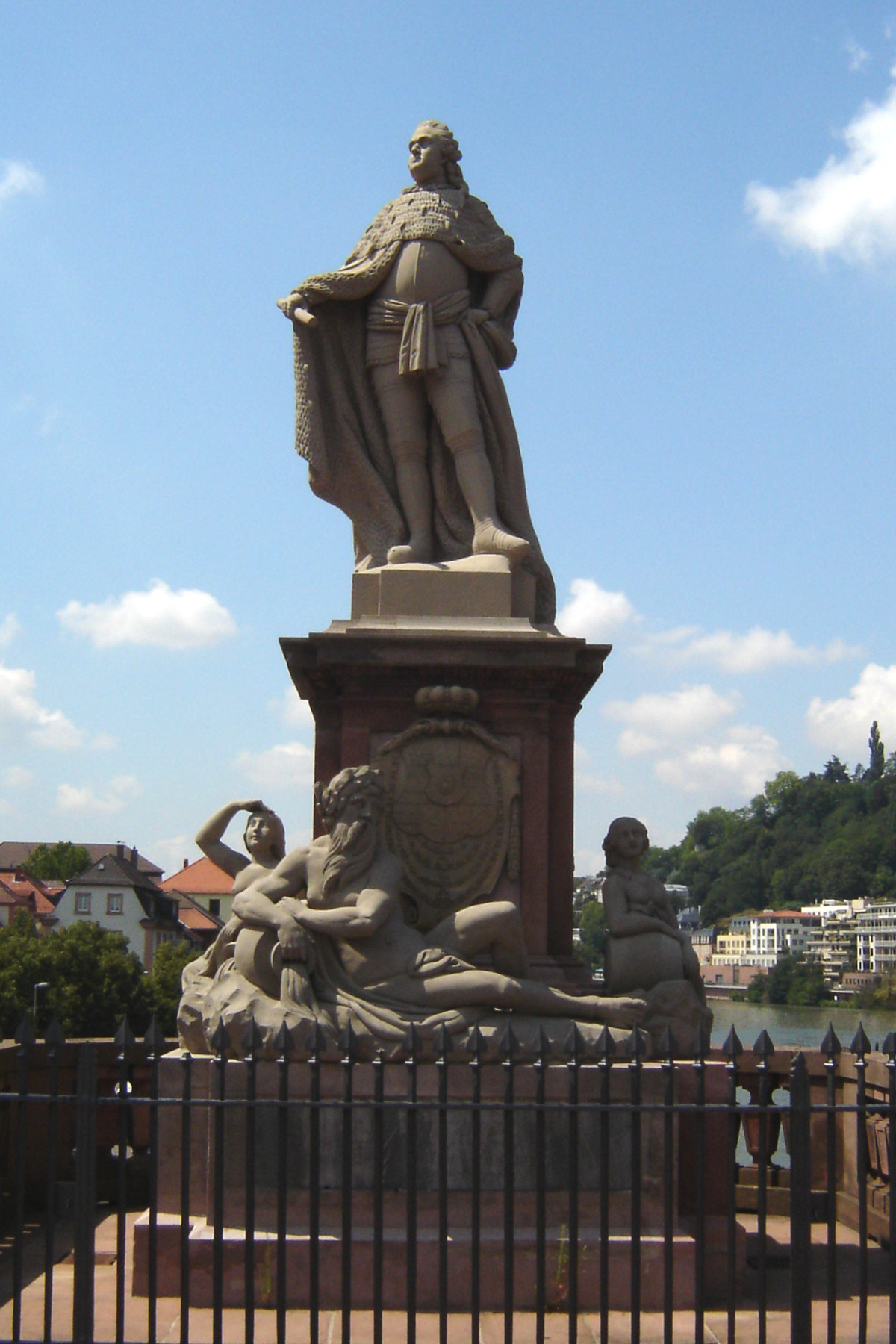
Carl-Theodor-Denkmal
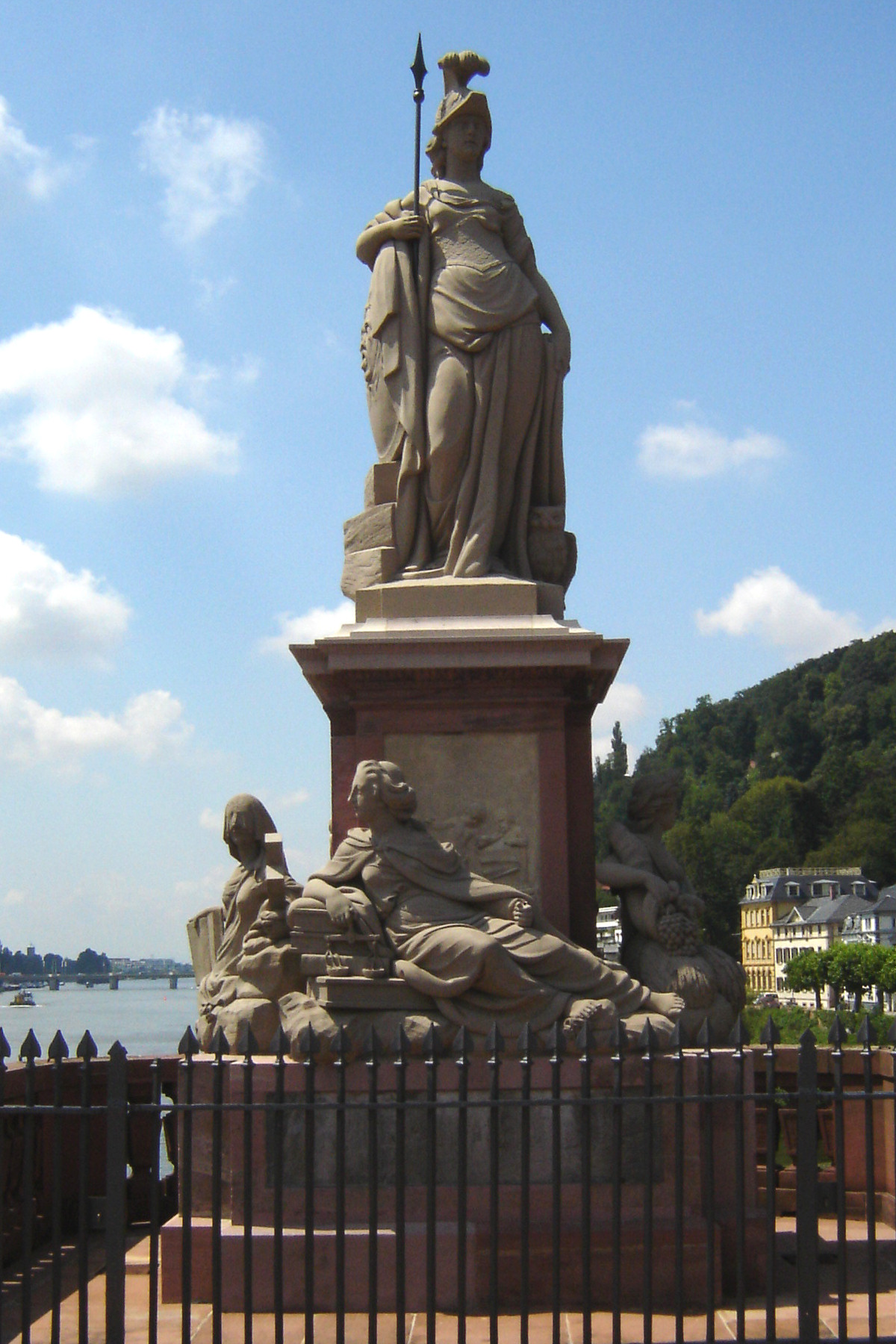
Minerva-Denkmal

Das Carl-Theodor-Denkmal zeigt den Kurfürsten überlebensgroß in imposanter Pose mit Rüstung, Hermelinmantel und Allongeperücke, den Blick über das Brückentor zum Schloss gerichtet. Die Statue steht auf einem Piedestal, das mit Reliefs geschmückt ist. Das Relief auf der Vorderseite zeigt das Wappen von Pfalz-Bayern (seit 1777 wurden diese beiden Wittelsbacher Lande von ihm in Personalunion regiert). Die anderen drei Seiten sind mit 1792 nachträglich hinzugefügten Puttenreliefs ausgestattet. Das linke Relief stellt allegorisch die Vereinigung Bayerns und der Pfalz dar, auf dem rechten Relief ist die Minerva als Patronin der Heidelberger Universität dargestellt, das Relief auf der Rückseite schließlich thematisiert das 50-jährige Regierungsjubiläum Carl Theodors. Umkränzt wird das Piedestal durch vier Figuren von Flussgöttern, welche allegorisch die vier Hauptströme Pfalz-Bayerns darstellen. Oft findet man die Angabe, es handle sich um Rhein, Donau, Neckar und Mosel. Weil aber von den Figuren zwei männlich und zwei weiblich sind und von den vier Flüssen nur die Mosel in weiblicher Form dargestellt wird, scheint es wahrscheinlicher, dass statt des Neckars die Isar dargestellt ist.
Das Minerva-Denkmal ist eindeutig als Pendant zur Statue des Kurfürsten entworfen. Die Göttin der Weisheit ist antikisierend samt ihren üblichen Attributen – Helm, Lanze, Schild und Eule – dargestellt. Die Minerva spielt im klassizistischen Bilderprogramm Karl Theodors eine große Rolle. So ließ er ihr auch im Schlosspark Schwetzingen einen Tempel errichten. Die Puttenreliefs des Piedestals zeigen allegorisch die Künste und Wissenschaften, als deren Förderer der Kurfürst sich verstand. Ebenso wie das Carl-Theodor-Denkmal ist auch das Minerva-Denkmal von vier allegorischen Figuren umgeben. Diese stellen die Verkörperungen der Gerechtigkeit (Iustitia), der Frömmigkeit (Pietas), des Ackerbaus (Ceres) und des Handels (Mercurius) dar.

### Brückenaffe

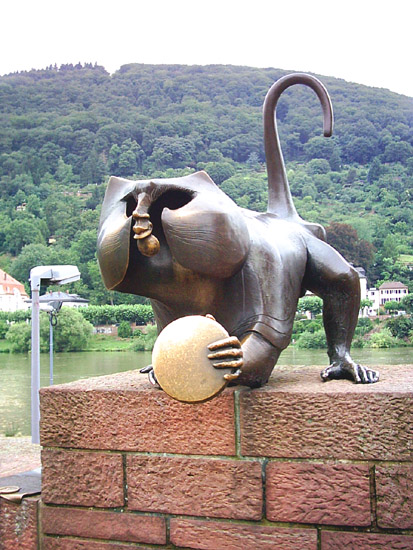
Der Brückenaffe

Am ehemaligen nördlichen Brückenturm war ab dem frühen 17. Jahrhundert das Relief eines Affen angebracht, der sich ans Hinterteil fasste und sich gleichzeitig einen Spiegel vorhielt. Dieses Motiv geht ikonografisch vermutlich auf einen älteren Stadtaffen zurück, der sich an anderer Stelle der Stadt befunden hatte. Martin Zeiller dichtete über den Affen 1632 in seinem Werk Itinerarium Germaniae.
Was thustu mich hie angaffen?

Hastu nicht gesehen den alten Affen

Zu Heydelberg / sich dich hin unnd her /

Da findestu wol meines gleichen mehr.
Bei der Zerstörung von 1689 wurde der Affenturm gesprengt und der Brückenaffe ging verloren. 1977 schrieb der Verein Alt-Heidelberg einen Wettbewerb für eine moderne Neugestaltung des Brückenaffen aus, der zugunsten eines Entwurfs des Bildhauers Gernot Rumpf entschieden wurde. Die 1979 geschaffene Bronzeskulptur am Südufer greift das Motiv der Selbstreflexion auf, indem sie dem Betrachter einen metaphorisch zu deutenden Spiegel vorhält. Neben dem Affen ist das besagte Spottgedicht angebracht. Zwei kleine Mausfiguren erinnern an das kurfürstliche Kornhaus, das sich ehemals an dieser Stelle neben dem Brückentor befand. Der Kopf des Affen ist hohl gestaltet, so dass man den eigenen Kopf in ihn hineinstecken kann – ein Motiv das gerne von Heidelberg-Touristen als Motiv für Erinnerungsfotos genutzt wird.

### Nepomuk-Statue

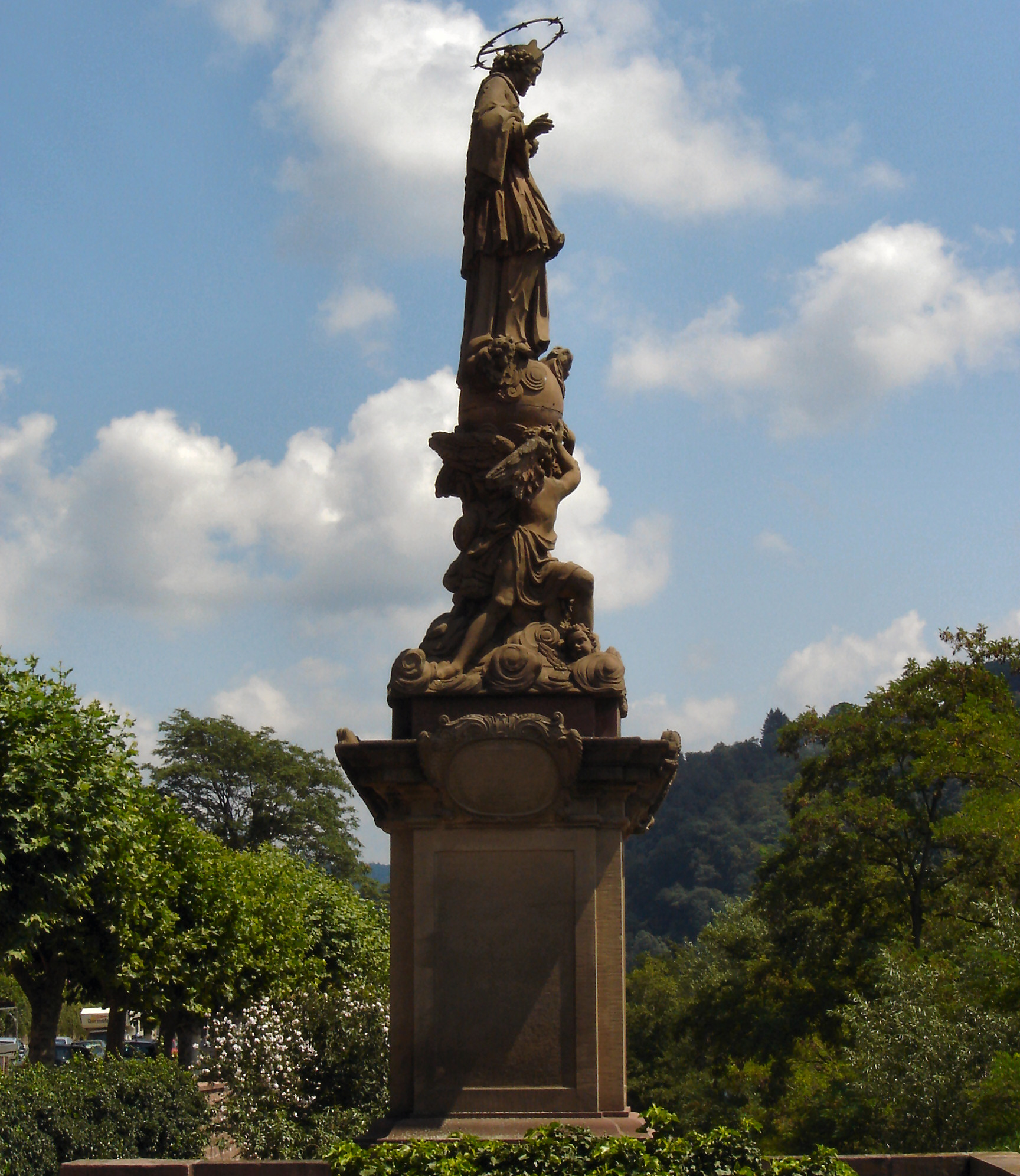
Nepomuk-Statue

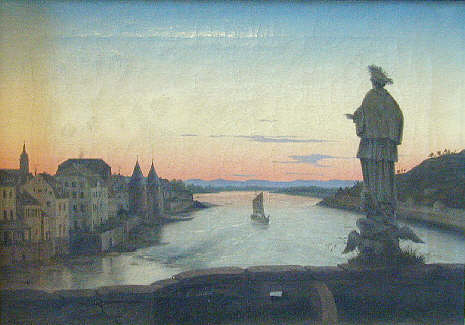
Alte Brücke mit Nepomuk-Statue von Christian Philipp Koester

Die Statue des Johannes Nepomuk stand, wie bei Bildnissen dieses Heiligen der Fall, ursprünglich auf der Brücke, genauer auf dem achten Pfeiler am Neuenheimer Ufer. Sie wurde 1738, gerade neun Jahre nach der Heiligsprechung Nepomuks, aufgestellt. Der Bildhauer der Statue ist unbekannt, es könnte sich aber um Pieter van den Branden, den Schöpfer der Kornmarkt-Madonna, gehandelt haben. Im 18. Jahrhundert war der Nepomuk-Kult in den deutschsprachigen katholischen Ländern sehr verbreitet. Somit ist seine Statue ebenso wie die Kornmarkt-Madonna ein sichtbares Zeichen der Gegenreformation in der kurz vorher katholisch gewordenen Kurpfalz. Dies wird auch an der lateinischsprachigen Sockelinschrift deutlich, die den Betrachter mit „Bleib stehen, Wanderer!“ (Siste viator!) direkt anspricht und ihm den Heiligen als leuchtendes Vorbild des rechten Glaubens preist, ehe er mit „Gehe, Wanderer!“ (Ito viator!) wieder entlassen wird. Beim Hochwasser von 1784 stürzte die Nepomuk-Statue in den Fluss. Sie konnte geborgen werden, wurde aber, da sie nicht ins antikisierende Bilderprogramm Karl Theodors passte, nicht wieder auf der Brücke aufgestellt. Heute steht sie etwas abseits am nördlichen Ufer auf einer Terrasse an der Neuenheimer Landstraße. Ebenso wie bei den Brückenfiguren ist die Nepomuk-Statue mittlerweile durch eine Kopie ersetzt worden. Das Original befindet sich im Kurpfälzischen Museum.
Die Nepomuk-Statue zeigt den Heiligen auf einem Himmelsglobus, der auf einer Wolkensäule ruht und von zwei Engeln gestützt wird. Dadurch wird die Apotheose des Heiligen vorgeführt. Diese Darstellungsweise ist bei Außenplastiken Nepomuks eine Seltenheit. Aufgrund eines Restaurierungsfehlers umgibt den Kopf des Heiligen heute allerdings ein Sternenkranz mit sieben anstatt, wie es ikonographisch richtig wäre, mit fünf Sternen.

## Die Alte Brücke in der Dichtung

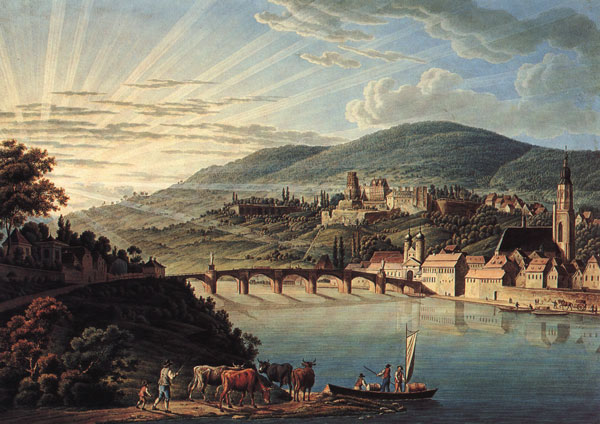
Friedrich Rottmann: Heidelberg vom Neuenheimer Ufer, um 1800

Im Zusammenspiel des Flusstals, der Altstadt und des Schlosses prägt die Alte Brücke seit jeher das klassische Heidelberg-Panorama. So nimmt es auch nicht wunder, dass sie zusammen mit dem Schloss zu den am meisten gezeichneten und fotografierten Motiven Heidelbergs gehört. Die Wirkung der Alten Brücke liegt dabei vor allem in der Einbettung in die Landschaft. So beschrieb Johann Wolfgang von Goethe, der insgesamt achtmal Heidelberg besuchte, und sowohl den 1784 zerstörten Vorgängerbau als auch die Karl-Theodor-Brücke kannte, in seinem Tagebucheintrag von 26. August 1797 den Blick vom Karlstor flussabwärts zur Alten Brücke „Die Brücke zeigt sich von hier aus in einer Schönheit, wie vielleicht keine Brücke der Welt. Durch die Bogen sieht man den Neckar nach den flachen Rheingegenden fließen und über ihr die lichtblauen Gebirge jenseits des Reins in der Ferne. An der rechten Seite schließt ein bewachsner Fels mit röthlichen Seiten, der sich mit der Region der Weinberge verbindet, die Aussicht.“
Zu den bekanntesten Erwähnungen Heidelbergs in der Dichtung gehört Friedrich Hölderlins Ode Heidelberg (1800). Deren zweite Strophe schildert die Alte Brücke:
Wie der Vogel des Walds über die Gipfel fliegt,

Schwingt sich über den Strom, wo er vorbei dir glänzt,

Leicht und kräftig die Brüke,

Die vor Wagen und Menschen tönt.
Das bekannteste, explizit der Alte Brücke gewidmete Gedicht wurde indes 1849 von Gottfried Keller, der zwischen Herbst 1848 und Frühjahr 1850 in Heidelberg studierte, verfasst und trägt den Namen Die Brücke. Keller wohnte auf der Altstadtseite, nur wenige Häuser flussabwärts vom Brückenturm. Auf der anderen Seite des Flusses lebte in der Villa Zum Waldhorn die junge Johanna Kapp, die Tochter des Philosophiegelehrten Christian Kapp. Sie war schon 1841 – damals war sie 16 Jahre alt – eine Liebesbeziehung mit Ludwig Feuerbach eingegangen. Feuerbach allerdings war verheiratet und hatte sich 1846 offiziell für seine Familie entschieden. Johanna Kapp sollte Feuerbach aber bis zu ihrem frühen Tod treu bleiben, lehnte so 1847 einen Heiratsantrag des Dichters Hoffmann von Fallersleben ab, und auch Gottfried Keller, der regelmäßig im Kappschen Hause verkehrte, wurde trotz inniger Freundschaft nicht von ihr erhört. Von dieser unerwiderten Liebe handelt das Gedicht.
Schöne Brücke, hast mich oft getragen,

Wenn mein Herz erwartungsvoll geschlagen

Und mit dir den Strom ich überschritt.

Und mich dünkte, deine stolzen Bogen

Sind in kühnerm Schwunge mitgezogen,

Und sie fühlten meine Freude mit.

Weh der Täuschung, da ich jetzo sehe,

Wenn ich schweren Leids hinübergehe,

Daß der Last kein Joch sich fühlend biegt;

Soll ich einsam in die Berge gehen

Und nach einem schwachen Stege spähen,

Der sich meinem Kummer zitternd fügt?

Aber sie, mit anderm Weh und Leiden

Und im Herzen andre Seligkeiten:

Trage leicht die blühende Gestalt!

Schöne Brücke, magst du ewig stehen,

Die Brücke (rotes Symbol) nun auch als modernes Logo (Erwin Poell)

Ewig aber wird es nie geschehen,

Daß ein bessres Weib hinüber wallt!